# Récessus sacciforme de l'articulation radio-ulnaire distale
La récessus sacciforme de l'articulation radio-ulnaire distale (ou cul-de-sac synovial radio-cubital) est une expansion de la synoviale de l'articulation radio-ulnaire distale.